# Komlóskert
Komlóskert (1899-ig Hobgárt, szlovákul: Chmeľnica, korábban Hobgart, németül: Hopgarten) község Szlovákiában, az Eperjesi kerület Ólublói járásában.

## Fekvése
Ólublótól 3 km-re délkeletre, a Poprád bal oldalán fekszik.

## Nevének eredete
Neve a német hof (= udvar) és garten (= kert) főnevekből származik. Ugyanis a lublói várudvarhoz tartozó kert volt. Mivel a település német nyelvjárásában a hof szó hob-ként hangzik, tévesen azt hitték, hogy a komló (németül hopfen) szó van benne, s ezért a magyar hivatalnokok a 19. század végén a Komlóskert nevet adták neki. Ez utóbbi tehát egy értelmetlen névmagyarosítás eredménye.

## Története
1315-ben „Hophengart” néven említik először. A soltészjog alapján németekkel telepítették be. Az ólublói vár birtoka volt. 1352-ben I. Lajos király a Lublót birtokaiban megerősítő oklevelében említi „Hophgarten” falut. 1412-től 1772-ig Lengyelországhoz tartozott. 1433-ban a betörő husziták a falut elpusztították. 1440-ben az újabb betörés során lakói megvédték. 1579-ben egy Podolin, Gnézda és Ólubló között kitört birtokvita kapcsán említik „Hophkardt” települést. A 17. században sokat szenvedett a kuruc harcokban. 1662-ben hatalmas árvíz pusztította el a falut, ennek következtében költözött a mai helyére. Azelőtt ugyanis a maitól 1 km-re, a Poprád jobb partján feküdt. A mai templom helyén ekkor fakápolna épült.
A 18. század végén Vályi András így ír róla: „HOBGARTEN. Elegyes Német falu Szepes Várm- lakosai katolikusok, fekszik Gnazdához 1 mértföldnyire, határja meglehetős.”
1828-ban 135 ház volt a faluban 980 lakossal.
Fényes Elek 1851-ben kiadott geográfiai szótárában így ír a faluról: „Hobgart, német falu, Szepes vmegyében, a Poprád mellett, ut. p. Lubló 1 óra, hegyoldalban. Földje középszerű, terem árpa, zab, burgonya, len, kender, káposzta, répa. Telek 24. Majorsági nincs az erdőt kivéve. Lakos 1083 mind r. kath., plebániával és templommal. A nyelv német, azonban különös dialectus, melly valamennyi szepesi némettől elüt, s majdnem érthetetlen. Lakosai részint fuvarból, részint marhakereskedésből élnek. Birja a falut Raisz György, Lublóvár ura.”
A trianoni diktátum előtt Szepes vármegye Ólublói járásához tartozott.
Német lakosságának nagy részét a második világháború után kitelepítették, helyükre szlovákok költöztek. Ma a Szepességben az egyetlen olyan falu, ahol a németek viszonylag megőrizték nemzeti identitásukat, ápolják kultúrájukat.

## Népessége
| Év:            | 1994. | 2004.   | 2014.   | 2024.   |
| -------------- | ----- | ------- | ------- | ------- |
| Emberek száma: | 905   | 918     | 977     | 1009    |
| Eltérés:       |       | +1,43 % | +6,42 % | +3,27 % |

| Év:            | 2023. | 2024.   |
| -------------- | ----- | ------- |
| Emberek száma: | 992   | 1009    |
| Eltérés:       |       | +1,71 % |

1910-ben 653, túlnyomórészt német lakosa volt.
2001-ben 914 lakosából 797 szlovák és 107 német volt.
2011-ben 946 lakosából 723 szlovák és 184 német.

## Nevezetességei
- Szent András apostolnak szentelt római katolikus plébániatemploma 1770-ben épült barokk-klasszicista stílusban. Berendezése nagyrészt 18. századi. Egy 1480 körül készített gótikus Madonna-szobor található benne.
- A községben több kis úti kápolna is áll, közülük a legrégebbi 18. századi, barokk stílusú.